# Ring 1 (Silkeborg)
 Denne artikel bør gennemlæses af en person med fagkendskab for at sikre den faglige korrekthed.

 For alternative betydninger, se Ring 1. (Se også artikler, som begynder med Ring 1)
Ring 1  er en tosporet ringvej der går rundt om Silkeborg centrum. 
Vejen skal være med til at hjælpe med afviklingen af trafikken til og fra Silkeborg centrum, så byen ikke bliver belastet af for meget gennemkørende trafik.
Vejen skal også gøre det nemmere for bilisterne at få anvist den nærmeste parkeringsplads i centrum.
Vejen forbinder Grønnegade i vest med Christian 8.s Vej i øst og har forbindelse til Søvej, Søgade, Hostrupsgade, Vestergade, Grønnegade, Drewsensvej og Christian 8.s Vej igen.